# Ignacio Camargo
Ignacio Camargo fue un insurgente mexicano que participó en la Independencia de México. Nació en Celaya en 1772, perteneciente a una acomodada familia. Prestó sus servicios en uno de los batallones provinciales de la localidad, por lo que tenía una fuerte amistad con Ignacio Allende, pronunciándose con él en Celaya. Se unió al Ejército Insurgente con el grado de coronel, con el que acompañó a Mariano Abasolo a la Toma de la Alhóndiga de Granaditas. Ascendió al grado de Mariscal, con el que participó en la Batalla de Aculco, la Batalla del Monte de las Cruces, la Toma de Guadalajara (1810) y la Batalla de Guanajuato. Se batió en la Batalla de Puente de Calderón, y continuó con los insurgentes hasta que cayó prisionero en Acatita de Baján. Fue fusilado el 10 de mayo de 1811, en compañía del brigadier Juan Bautista Carrasco y de Agustín Marroquín, ejecutor de las órdenes de Miguel Hidalgo.